# Baguer-Morvan
Baguer-Morvan är en kommun i departementet Ille-et-Vilaine i regionen Bretagne i nordvästra Frankrike. Kommunen ligger i kantonen Dol-de-Bretagne som tillhör arrondissementet Saint-Malo. År 2022 hade Baguer-Morvan 1 697 invånare.

## Befolkningsutveckling
Antalet invånare i kommunen Baguer-Morvan
Referens:INSEE